# Wild Child (2008)
Wild Child ist eine Teenager-Komödie von Nick Moore aus dem Jahr 2008. In der Hauptrolle ist Emma Roberts zu sehen. Drehorte waren England, die USA und Frankreich. Es war der letzte Auftritt in einem Kinofilm für Natasha Richardson, die 2009 nach einem Skiunfall starb.

## Handlung
Weil Poppy Moore, Inbegriff des reichen amerikanischen Teenagers, ihren Vater terrorisiert und nur Partys im Kopf hat, schickt er sie in ein britisches Internat.
Das Leben dort ist das genaue Gegenteil von dem, das sie bisher geführt hat. Sie muss beispielsweise auf ihr Handy und Luxusgeschäfte verzichten. Um aus dem Internat zu entkommen, schlagen ihre Zimmergenossinen vor, sie soll in der Schule so lange Streiche spielen, bis man sie hinauswirft. Doch obwohl sie jedes Mal offensichtlich als Täterin entlarvt wird, hat die Schuldirektorin Geduld mit ihr und verzichtet auf einen Schulverweis.
Nach einer Weile freundet sich Poppy mit den Mädchen aus ihrem Zimmer an, gleichzeitig wächst der Konflikt zur Schulsprecherin Harriet. Die Mädchen entwickeln einen Plan, um Poppys Rauswurf nun doch zu provozieren. Sie soll Freddie, den Sohn der Direktorin, verführen, da diese sehr auf ihren Sohn achtet und nicht will, dass er eine Beziehung mit einer Schülerin hat. Jedoch verlieben sich beide ineinander, was den Zorn Harriets schürt, da auch sie in Freddy verliebt ist.
Als Poppy Kapitänin des Lacrosseteams wird, und dieses auch zum Erfolg führen kann, merkt sie, wie ihr Gefallen am Leben im Internat wächst. Der Aufenthalt ist anscheinend nicht so grausam, wie sie befürchtet hat. Als jedoch verfälschte E-Mails auftauchen, die aussehen als wären sie von Poppy geschrieben, in denen ihre Freunde als „hässliche und ahnungslose Loser“ bezeichnet werden und auch Freddie beleidigt wird, wenden sich ihre Freunde von ihr ab. Am Boden zerstört begibt sie sich in die Küche, wo sie mit ihrem Feuerzeug herumspielt und aus Versehen die Gardinen anzündet. Glücklicherweise kann sie das Feuer jedoch löschen und geht wieder in ihr Zimmer.
Als sie kurz darauf einen Blick aus dem Fenster wirft, sieht sie jedoch, dass es in der Küche brennt und löst den Feueralarm aus. Bei Aufräumarbeiten findet Freddie Poppys Feuerzeug und macht ihr daraufhin Vorwürfe, das Feuer gelegt zu haben. Poppy meldet sich freiwillig bei der Direktorin. Am nächsten Tag kommt es zur Schulversammlung, bei der sich herausstellt, dass Harriet aus Neid das Feuer gelegt hat und auch die E-Mails geschrieben hat, um Poppy loszuwerden.
Am Ende gewinnt Poppy mit ihrem Team die Lacrossemeisterschaft, versöhnt sich mit ihrem Vater und beschließt in England zu bleiben.

## Kritik
„[…] Die gesamte Handlung ist tatsächlich von ausgesprochen zickigem Verhalten durchsetzt, der Film selbst wirkt geradezu verbiestert. Allerdings kann von der suggerierten Erstklassigkeit kaum die Rede sein, dafür ist Moores Regiedebüt deutlich zu schematisch und verkniffen ausgefallen. Die Zähmung der widerspenstigen Protagonistin wird weitgehend einfallslos durchexerziert. Während ein überraschungsarmer Handlungsverlauf dabei noch als genretypisch in Kauf genommen werden kann, sind blutarme Figuren und öde, wiedergekäute Klischees ein echtes Hindernis. […]“

„Nachdem sich mit ihrem Debüt Nancy Drew der erhoffte Erfolg nicht einstellen wollte, zeigt sich Julia Roberts’ Nichte Emma nun als störrischer Teenager und gibt sich bereitwillig in einer Art modernem "Hanni und Nanni"-Szenario der Widerspenstigen Zähmung hin. Wer auf die Musik von Avril Lavigne abfährt, dürfte auch an diesem ganz auf jugendliche Mädchen zugeschnittenen Spaß sein Vergnügen haben.“

„Das satirische Spiel mit gegenseitigen Vorurteilen verliert sich in den schablonenhaften Konventionen des High-School-Films und schafft es trotz einer sympathischen Hauptdarstellerin nie, sich zu Originalität aufzuschwingen.“

Die Deutsche Film- und Medienbewertung FBW in Wiesbaden verlieh dem Film das Prädikat wertvoll.